# برج ال پدرگال
برج ال پدرگال (به اسپانیایی: Torre El Pedregal) یک آسمان‌خراش در السالوادور است که در Antiguo Cuscatlán واقع شده‌است.